# 能源外交
能源外交（英文：Energy Diplomacy）是指以能源作為外交的力量。石油出產量不能應付其需求的國家，都會需要向外購買相關能源，例如日本及美國等，由於當中涉及出售國與買入國的國家關係，於是有所謂的「石油外交」或稱「能源外交」。一些有出產石油的第三世界國家，會透過與石油需求甚殷的經濟大國合作，務求在政治、經濟以至軍事上受惠。